# Наредена двойка
Наредената двойка е понятие с фундамантално значение за математиката. То се използва при дефиницията на друго важно математическо понятие – функция. Наредена двойка се дефинира по различен начин, но винаги така, че да са изпълнени следните две условия:
- за всяка наредна двойка могат да се определят точно два (не непременно различни) индивидууми, единият от които се нарича първи, а другият – втори елемент на наредената двойка,
- за всеки два индивидууми {\displaystyle a} и {\displaystyle b} съществува точно една наредена двойка, така че {\displaystyle a} да е нейният първи елемент, а {\displaystyle b} – вторият.

Наредена двойка с първи елемент {\displaystyle a} и втори елемент {\displaystyle b} се бележи с {\displaystyle (a,b)}
или {\displaystyle \langle }{\displaystyle a,b}{\displaystyle \rangle }.
Във формализираните на основата на теорията на множествата математически теории
(вж. Никола Бурбаки) всеки математически обект е множество.
Това позволява наредена двойка да се дефинира чрез {\displaystyle (a,b):=\{\{a\},\{a,b\}\}} (предложение на Казимеж Куратовски, 1921 г.) или {\displaystyle (a,b):=}{\displaystyle \{\{\{a\},}{\displaystyle \!^{\emptyset }}{\displaystyle \},\{\{b\}\}\}}
(предложение на Норберт Винер, 1914 г.).
Формално записана, дефиницията на Куратовски гласи: Едно множество {\displaystyle A} e наредена двойка тогава и само тогава, когато
{\displaystyle \!^{\exists }}{\displaystyle a}{\displaystyle \!^{\exists }}{\displaystyle b}{\displaystyle (A=\{\{a\},\{a,b\}\})}.